# Ahmed Alaoui
Ahmed Alaoui (in arabo أحمد العلوي‎?; 1948) è un ex calciatore marocchino, di ruolo attaccante.

## Carriera
Partecipò con la nazionale del Marocco  al mondiale 1970, giocò inoltre per il RS Settat.